# جاك براون (لاعب كريكت)
جاك براون (بالإنجليزية: Jack Brown)‏ (20 أغسطس 1869 في المملكة المتحدة - 4 نوفمبر 1904) هو لاعب كريكت بريطاني (وحمل سابقاً جنسية المملكة المتحدة لبريطانيا العظمى وأيرلندا). شارك مع منتخب إنجلترا للكريكت.

## وصلات خارجية
- جاك براون على موقع إي آس بي آن كريك إنفو (الإنجليزية)